# Ludmiła Mokijewska-Zubok
Ludmiła Naumowna (Gieorgijewna) Mokijewska-Zubok (ur. w grudniu 1895 lub w 1896 w Czernihowie, zm. 9 marca 1919 w okolicach Debalcewa) – żołnierka Armii Czerwonej, eserka-maksymalistka, uczestniczka wojny domowej w Rosji. Prawdopodobnie jedyna w historii kobieta dowodząca pociągiem pancernym.

## Życiorys

### Dzieciństwo i lata studiów
Była nieślubną córką Głafiry Mokijewskiej-Zubok, przedstawicielki zubożałego ukraińskiego rodu szlacheckiego, i Nauma Bychowskiego, działacza ruchu narodnickiego. Została ochrzczona w soborze Przemienienia Pańskiego w Odessie, w dokumentach przypisano jej patronimik Gieorgijewna. Deklarowała narodowość rosyjską. W 1905 r. rozpoczęła naukę w prywatnym gimnazjum żeńskim Kuzniecowej w Czernihowie. Ukończyła je w 1913 r. ze złotym medalem. Dwa lata wcześniej dyrekcja szkoły zamierzała usunąć ją z powodu chuligańskiego wybryku podczas wizyty Mikołaja II w mieście, jednak matka zdołała przekonać kierownictwo placówki, by umożliwiło jej kontynuowanie nauki, jako że była jedną z najlepszych uczennic. Po ukończeniu gimnazjum rozpoczęła naukę w Instytucie Psychoneurologicznym w Petersburgu, na wydziale pedagogicznym. Szczególnie interesowała się psychologią społeczną. W Petersburgu mieszkała w robotniczej dzielnicy za Bramą Narwską. Jako studentka przystąpiła do partii socjalistów-rewolucjonistów. 
Jej działalnością w partii zainteresowała się policja, również dyrekcja instytutu rozważała jej usunięcie ze studiów "za wolnomyślicielstwo". W efekcie będąc studentką IV roku Mokijewska-Zubok porzuciła uczelnię i wyjechała do Helsingforsu.

### Rewolucja październikowa i wojna domowa
Ludmiła Mokijewska-Zubok wróciła do Piotrogrodu przed rewolucją październikową i wstąpiła do Czerwonej Gwardii, udając mężczyznę - podając nazwisko Leonid Grigorjewicz Mokijewski. Podczas bolszewickiego przewrotu należała do oddziału ochraniającego Instytut Smolny, w którym działał kierujący zbrojnym wystąpieniem rewolucyjny komitet wojskowy. W tym czasie związała się ze stronnictwem eserowców-maksymalistów i z pewnością należała do niego do listopada 1918 r., a być może do końca życia. Jeszcze w listopadzie 1917 r. została skierowana przez oddział wojskowy piotrogrodzkiego komitetu wojskowo-rewolucyjnego do guberni jekaterynosławskiej jako komisarz ds. zaopatrzenia, w celu pozyskiwania żywności dla Piotrogrodu i Moskwy. 
W styczniu 1918 r. z rekomendacji Sergo Ordżonikidzego, który przybył do Jekaterynosławia jako nadzwyczajny komisarz na Ukrainie, została komisarzem 300-osobowego oddziału stanowiącego obsadę zbudowanego w Zakładach Briańskich w Jekaterynosławiu pociągu pancernego nr 2 (dowódca - N. Giesse, następnie Osowiec) i towarzyszącej mu jednostki piechoty. Brała udział w zaciągu żołnierzy do oddziału – byli nimi w większości robotnicy z Jekaterynosławia i Ługańska. Według niektórych źródeł Mokijewska-Zubok faktycznie zdominowała dowódcę pociągu pancernego i odgrywała większą od niego rolę w dowodzeniu jednostką. W tym samym miesiącu pociąg pancerny wziął udział w operacji donbasko-dońskiej. Podczas walk komisarz wykazała się inicjatywą i zdolnościami organizatorskimi, jednak nie brała udziału w całej operacji. Zakończyła się ona zdobyciem Nowoczerkaska w końcu lutego 1918 r., natomiast Mokijewska-Zubok już pod koniec stycznia wróciła do Jekaterynosławia

#### Udział w walkach na wschodniej Ukrainie (1918)
25 lutego 1918 r., ponownie z rekomendacji Ordżonikidzego, Ludmiła Mokijewska-Zubok została dowódcą pociągu pancernego "Briański 3" (również zbudowanego w Zakładach Briańskich w Jekaterynosławiu). Pociąg został oddany do dyspozycji sztabu obrony Doniecko-Krzyworoskiej Republiki Radzieckiej i walczył przeciwko idącym na wschód oddziałom niemieckim wzdłuż linii kolejowej Kijów-Połtawa. W marcu 1918 r. ochraniał ewakuację stacji kolejowej w Griebience, zanim została ona zajęta przez Niemców. Następnie od 18 do 22 marca 1918 r. brała udział w walkach w regionie Łubniów i Romodanu, osłaniając ogniem ewakuację stacji kolejowej w Romodanie, a później odwrót kolejnych jednostek czerwonych w kierunku Charkowa, stolicy Ukraińskiej Ludowej Republiki Rad. W kwietniu 1918 r., nadal cofając się przed Niemcami, pociąg pancerny Mokijewskiej-Zubok jako jeden z dwóch ostatnich opuścił Charków, odjeżdżając w kierunku Kupiańska i osłaniając oddziały pod dowództwem Grigorija Pietrowa. Dzięki odważnym działaniom pociągu Mokijewskiej-Zubok do Donbasu zdołał wycofać się rząd Doniecko-Krzyworoskiej Republiki Radzieckiej z Artiomem na czele. Czerwoni nie zdołali utrzymać również Kupiańska i 12 kwietnia 1918 r. pociąg pancerny odjechał do Woroneża.

#### Dalszy udział w rosyjskiej wojnie domowej w 1918
Pociąg pancerny "Brianski 3" zajmował się w kolejnych miesiącach osłanianiem pociągów przewożących żywność do centralnej części Rosji Radzieckiej. Na początku lipca 1918 r. jednostka stawiła się w Moskwie na specjalne wezwanie, by wziąć udział w tłumieniu powstania eserowców w Jarosławiu. Jako że Mokijewska-Zubok należała do partii eserowskiej, musiała czasowo złożyć dowodzenie pociągiem i sama pozostała w stolicy. W tym czasie rozważano odebranie jej dowodzenia na stałe w związku z brakiem wykształcenia wojskowego. Znakomitą opinię wystawił jej jednak Władimir Antonow-Owsiejenko (dowodzący siłami czerwonych na Froncie Południowym m.in. podczas operacji donbasko-dońskiej), dzięki czemu w sierpniu 1918 r. została ponownie mianowana dowódcą "Brianskiego 3", pod męskim nazwiskiem Leonida Gieorgijewicza Mokijewskiego. 
Pociąg pancerny pod dowództwem Mokijewskiej-Zubok został skierowany do obleganego przez białych Carycyna i podporządkowany dowództwu 10 Armii. We wspomnieniach żołnierza W. Wasiljewa opisano epizod, w którym pociąg uniemożliwił przeciwnikom przerwanie linii frontu w rejonie Biekietowki, za co załoga otrzymała osobiste podziękowania dowodzącego 10 Armią Klimienta Woroszyłowa. Nie jest jednak jasne, czy faktycznie obowiązki dowódcy pociągu pancernego sprawowała akurat w tym momencie Mokijewska-Zubok, czy wzmiankowany w dokumentach Osowiec. Spod Carycyna "Brianski 3" został skierowany na reorganizację do Niżnego Nowogrodu.

#### Udział w bitwie o Donbas i śmierć
W październiku 1918 r. "Brianski 3" wrócił do działań wojennych jako pociąg pancerny "Włast' Sowietam" (Władza w ręce rad). W listopadzie Ludmiłę Mokijewską-Zubok mianowano równocześnie jego dowódcą i komisarzem. W lutym 1919 r. pociąg przybył do Kupiańska, gdzie stacjonował sztab 13 Armii dowodzonej przez Innokientija Kożewnikowa, któremu był osobiście podporządkowany, bez przypisania do którejkolwiek z dywizji. 

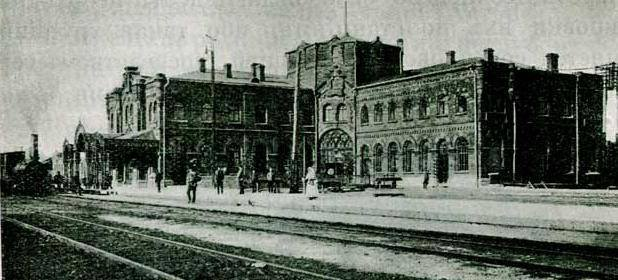
Stacja kolejowa w Debalcewie, o którą walczył z białymi pociąg dowodzony przez Mokijewską-Zubok

Pociągowi pancernemu powierzono zadanie obrony węzła kolejowego w Debalcewie przed oddziałami Sił Zbrojnych Południa Rosji, idącymi z południowego zachodu w kierunku Ługańska, wspólnie z jednostkami 4 Dywizji Partyzanckiej. Przez blisko dwa tygodnie na przełomie lutego i marca 1919 r. oddział dowodzony przez Mokijewską-Zubok nieustannie prowadził działania zbrojne, uczestnicząc w 48 starciach. 9 marca 1919 r. między Debalcewem a Szternowką pociąg "Włast' Sowietam" został z zasadzki ostrzelany przez należący do białych pociąg pancerny "Oficer". Stojąca w otwartych drzwiach pojazdu Mokijewska-Zubok zginęła na miejscu.  
Jej ciało odnalazły dwa dni później jednostki 13 Armii, po czym uroczyście przewieziono je do Kupiańska i pochowano na placu obok sztabu armii. W czerwcu 1919 r., gdy biali odnieśli ostateczne zwycięstwo w walkach o Donbas i zajęli Kupiańsk, ciało Mokijewskiej-Zubok wyrzucono z grobu do wąwozu na obrzeżach miasta. Miejscowi mieszkańcy pochowali je tam powtórnie. Dowódcę "Własti Sowietom" pochowano na miejscowym cmentarzu po tym, gdy w grudniu 1919 r. Armia Czerwona ostatecznie odbiła z rąk białych region Charkowa z Kupiańskiem. Jeszcze w latach 20. teren cmentarza przekształcono w park.

## Upamiętnienie

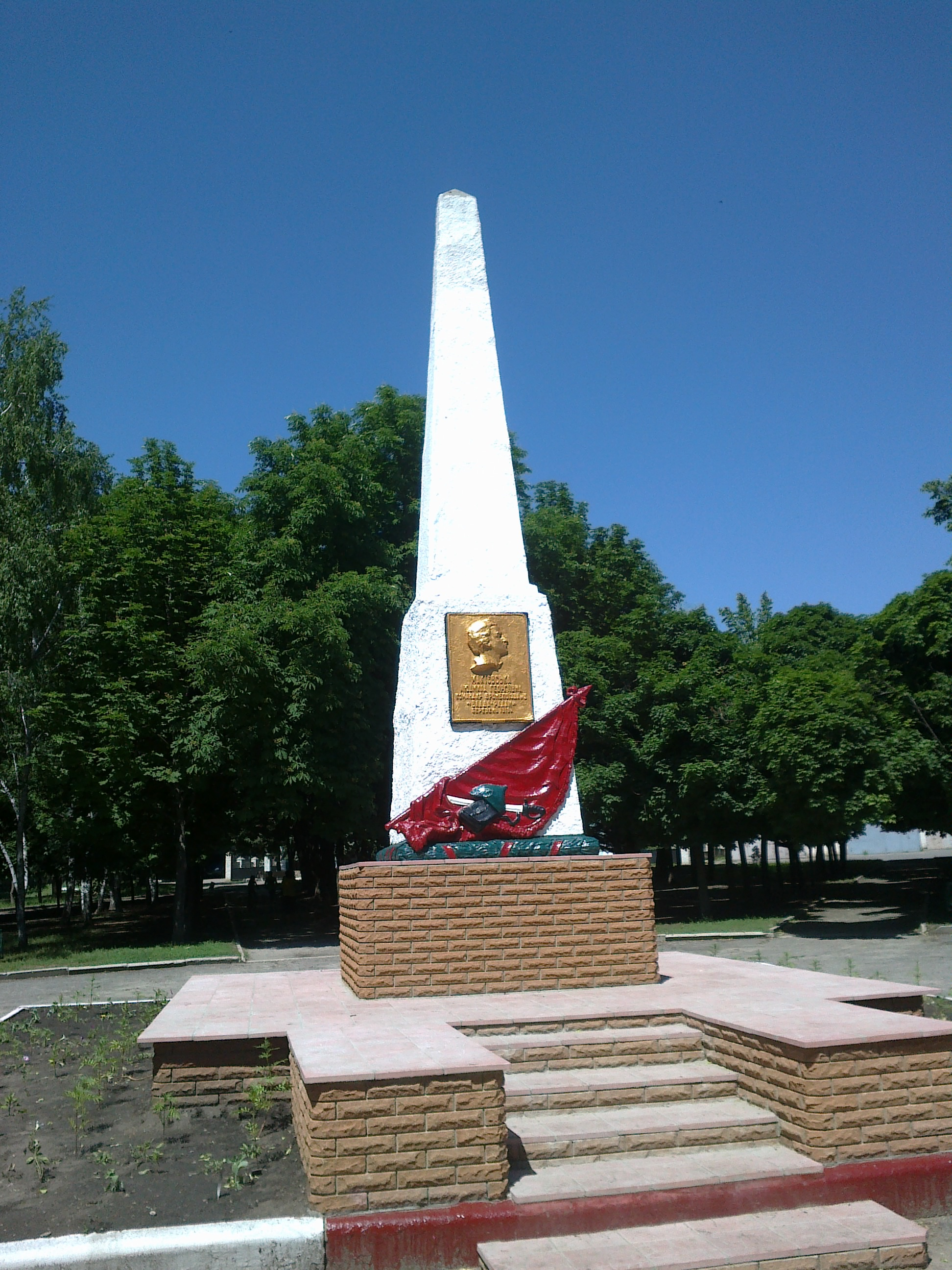
Obelisk ku czci Ludmiły Mokijewskiej-Zubok w Kupiansku

W 1963 r. imię Ludmiły Mokijewskiej-Zubok nadano parkowi w Kupiańsku i wzniesiono na jego terenie, na miejscu jej pochówku, obelisk z postacią żołnierki i tablicą pamiątkową. Jej imię w 1968 r. otrzymała również szkoła podstawowa nr 1 w tym samym mieście.
W 1968 r. obelisk ku czci dowódcy pociągu pancernego odsłonięto również w Debalcewie, w pobliżu torów kolejowych przy ul. Sowietskiej. Imię Ludmiły Mokijewskiej nadano również ulicy przy stacji kolejowej w tym mieście. Ulice nazwane na jej cześć istniały również w Czernihowie i w Dnieprze, jednak na mocy ustaw dekomunizacyjnych przegłosowanych po ukraińskim Euromajdanie zostały przemianowane odpowiednio na ul. Fedora Umanca i zaułek Salomei Kruszelnickiej. 
Biografia Ludmiły Mokijewskiej-Zubok była inspiracją do nakręcenia filmu pt. Ludmiła, powstałego w 1982 r. Tytułową rolę zagrała Nadieżda Szumilina.